# マーガレット・ウッドロウ・ウィルソン
マーガレット・ウッドロウ・ウィルソン（Margaret Woodrow Wilson, 1886年4月16日 - 1944年2月12日）は、第28代アメリカ合衆国大統領ウッドロウ・ウィルソンとその妻エレン・ルイーズ・アクソンの長女である。妹にジェシーとエレノアがいる。1914年に実母エレンが亡くなると彼女はホワイトハウスのソーシャルホステス（ファーストレディ）を務めた。1915年に父はイーディス・ガルトと再婚した。

## 生い立ち
マーガレット・ウッドロウ・ウィルソンはジョージア州ゲインズビルで生まれた。ミドルネームは父方の祖母の姓と父のミドルネームから取られている。彼女の両親はともに南部に強く共鳴しており、また祖父はともにプロテスタントの牧師であった。母エレンの両親は父親が教職に就いている北部に住んでいたが、母親は子供たちがヤンキーとして生まれることを望まず、最初の2人の娘の出生時にはゲインズビルの家族のもとに滞在するように取り計らった。マーガレットは地元の学校に通っていたが、成長すると父親が教鞭を取っていた大学の関連校で学ぶこともあった。

## キャリア
彼女には父の遺言により毎年2500ドルの年金が遺されていた。彼女は歌手を務め、1914年にコロムビア・レコードから「My Laddie」が発売された。
1938年に彼女はインドのポンディシェリにあるシュリー・オーロビンドのアーシュラムを訪れ、以後の人生をそこで過ごした。彼女はアーシュラムのメンバーとなり、サンスクリット語で「献身」を意味する「ニスタ」（Nistha）という新たな名を与えられた。彼女は学者のジョーゼフ・キャンベルとともに、スワミ・ニキラーナンダによるヒンドゥー教徒の神秘主義者であるシュリー・ラーマクリシュナに関する著作『ラーマクリシュナの福音』の英語訳を編纂し、1942年にニューヨークのラーマクリシュナ＝ヴィヴェーカーナンダ・センターより出版された

## 死去
彼女は1944年に尿毒症で亡くなり、ポンディシェリで埋葬された。